# MÁV X
Die Dampflokomotivreihe MÁV X war eine Tenderlokomotivreihe der ungarischen Staatsbahnen MÁV, die auch von anderen Bahngesellschaften beschafft und betrieben wurde.

## Die MÁV X
1881 ließen die MÁV zunächst vier Exemplare in Budapest als Zwillingslokomotiven bauen, denen 1882/83 weitere 18 folgten.
Bei dieser Lieferung war ein Stück als Verbundlokomotive ausgeführt worden.
Es war dies vermutlich die MÁV' 568 (die spätere 5154, 20,022).
Sie war die erste Verbundlokomotive in Ungarn.
Da die Verbundvariante im Vergleich zu den Zwillingsloks bessere Leistungen erbrachte, wurden in Folge alle Maschinen dieses Typs entsprechend umgebaut.
In der Tabelle sind die leicht differierenden Werte für die Verbundvariante in der zweiten Spalte angegeben.
Im dritten Bezeichnungsschema der MÁV erhielten sie die Reihenbezeichnung 20.

## Szatmár–Nagybánya 1–3
1884 bestellte die Lokalbahn Szatmár–Nagybánya drei Zwillingsmaschinen in Budapest, die sehr ähnliche Dimensionen wie die Zwillingsloks der MÁV besaßen.
Ihre Daten scheinen in der dritten Spalte der Tabelle auf.
Diese drei Maschinen kamen mit den Betriebsnummern 1076 - 1078, ab 1891 5155–5157, ab 1911 20,023–025 zu den MÁV.

## MÉKV 300–301
Gleich im Anschluss an die obige Lieferung baute Budapest zwei Zwillingsmaschinen, die exakt baugleich zu den MÁV-Zwillingen waren, für die ungarische Nordostbahn (Magyar Északkeleti Vasút, MÉKV), deren Nummern 300 und 301 sie wurden.
1889 kamen die beiden Maschinen zur Popradtalbahn.
Dort trugen sie die Nummern 1 und 2.
1893 kamen sie zur Kaschau-Oderberger Bahn (KsOd) als 501 und 502.
Die 501 erhielt nach der Verstaatlichung der KsOd 1924 sogar noch eine ČSD-Nummer, nämlich 200.201
Sie wurde 1927 ausgemustert.